# Allen Reynolds
Allen Reynolds (North Little Rock, 18 augustus 1938) is een Amerikaans songwriter en muziekproducer. Hij was belangrijk voor de muziekcarrières van een aantal artiesten, onder wie Emmylou Harris en Don Williams. In de jaren negentig produceerde hij alle countryplaten voor de toonaangevende countryzanger van die tijd, Garth Brooks.

## Biografie
Reynolds schreef zijn eerste liedjes toen hij Engels studeerde aan het Rhodes College in Memphis. Samen met klasgenoot Dickey Lee was hij bevriend met Sun Records-technicus en producer Jack Clement. Toen Clement bij Sun wegging en naar Beaumont in Texas vertrok, gingen Reynolds en Lee met hem mee. Hier schreef Reynolds het lied I saw Linda yesterday dat Lee op een plaat zette en op nummer 15 van de poplijsten terechtkwam.
Reynolds en Lee vertrokken in 1964 naar Memphis en richtten daar een muziekuitgeverij op met Stan Kesler. Ze namen vaste songwriters in dienst, onder wie Paul Craft en Bob McDill. Een jaar later had de close harmonygroep The Vogues een top 5-notering met Five o'clock world dat door Reynolds werd geschreven. De productie van Reynolds van de versie door Hal Ketchum kwam in 1992 in de top 20 van de Hot Country Singles te terecht.
In 1970 vertrok Reynolds naar Nashville en werd daar manager en producer voor JMI Records van Jack Clement. Toen Clement de studio in 1975 sloot, richtte Reynold zijn eigen studio Jack's Tracks op. Ook bleef hij bezig met het schrijven van nieuwe nummers, waaronder We should be together, 'Til I gain control again, Somebody loves you, Ready for the times to get better, Wrong road again and I recall a gypsy woman. Ook werden zijn composities na een eerste release vaak nog gecoverd door andere artiesten. Zijn werk werd uitgevoerd door bekende artiesten, onder wie Waylon Jennings, Don Williams, Johnny Russell, Jamey Johnson, Collin Raye en de Cowboy Junkies.
Van 1970 tot 2000 produceerde hij een groot aantal platen voor artiesten die in sommige gevallen pas hoog in de hitlijsten scoorden sinds Reynold de productie op zich had genomen. Artiesten voor wie hij produceerde, waren onder meer Don Williams, Crystal Gayle, Emmylou Harris, Kathy Mattea, de O'Kanes, Johnny Rodriguez en de Cactus Brothers.
Vervolgens werd hij de producer voor Garth Brooks die hij adviseerde met zijn natuurlijke stemgeluid te zingen, in plaats van de schreeuwerige stem waarmee hij tot dan toe had gezongen. Vervolgens kwam zijn carrière van de grond met zijn toegankelijke intieme stemgeluid in nummers als The dance en Friends in low places. Brooks groeide uit tot een van de best verkopende solozangers ter wereld en zorgde ervoor dat de countrymuziek dominant aanwezig was in de jaren negentig. Voor Brooks produceerde hij bijna alle platen, op zijn werk in de popmuziek na.
In 2000 verkochten Reynolds en zijn collega's hun bedrijf Forerunner Music. In hetzelfde jaar werd Reynolds opgenomen in de Nashville Songwriters Hall of Fame.